# غريغوري هانلون
غريغوري هانلون هو مؤرخ كندي، ولد في 29 أغسطس 1953 في تورونتو في كندا.